# عنایت‌الله بخارایی
عنایت‌الله بخارایی عضو سابق تیم تیراندازی جانبازان و معلولان ایران و برنده مدال طلای در پارالمپیک‌های ۱۹۹۶ آتلانتا و ۲۰۰۰ سیدنی است.